# Marino Bulcani
Marino Bulcani, auch Marino Vulcani (* erste Hälfte des 14. Jahrhunderts in Neapel; † 8. August 1394 in Assisi) war ein Kardinal der Römischen Kirche.

## Leben
Bulcani war ein Neffe von Kardinal Francesco Renzio. Er war Subdiakon der päpstlichen Kapelle und apostolischer Protonotar sowie Nuntius am Hofe von König Karl III. von Neapel.
Papst Urban VI. erhob ihn im Konsistorium vom 17. Dezember 1384 zum Kardinal und ernannte ihn am 20. November 1385 zum Kardinaldiakon mit der Titeldiakonie Santa Maria Nuova. 1385 war er Camerlengo der Heiligen Römischen Kirche, im selben Jahr wurde er Erzpriester von Santa Maria Maggiore, was er bis zu seinem Tode blieb. Er nahm am Konklave 1389 teil, aus dem Bonifatius IX. als Papst hervorging. Im Juli 1390 war er Kardinalprotodiakon und im Februar 1394 Vizekanzler der Heiligen Römischen Kirche.
Er liegt, ebenso wie Papst Gregor XI., in der Basilica di Santa Francesca Romana in Rom begraben.